# どんがら汁

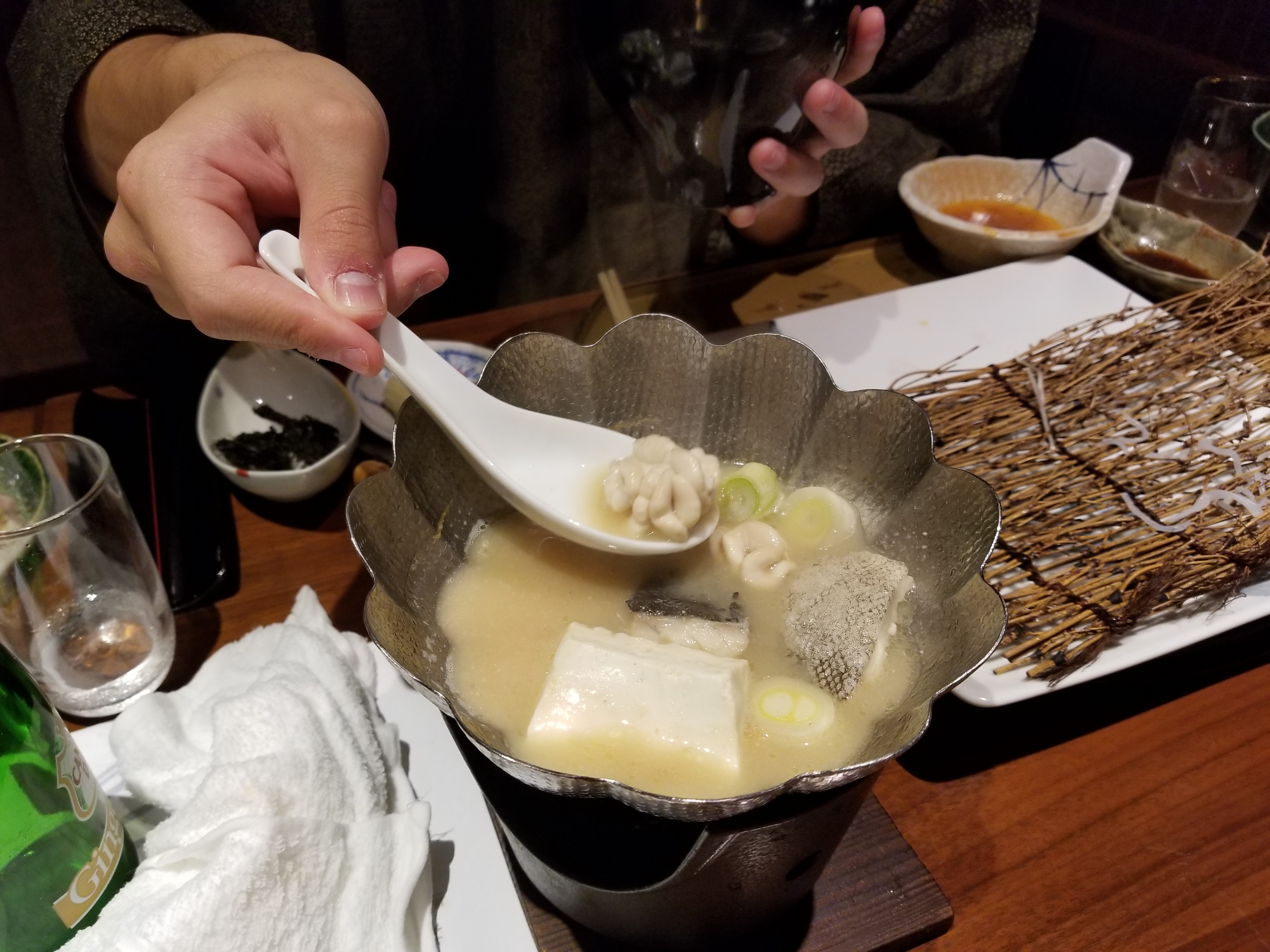
どんがら汁。湯野浜温泉の旅館の夕食の一部。レンゲの上は鱈の白子。

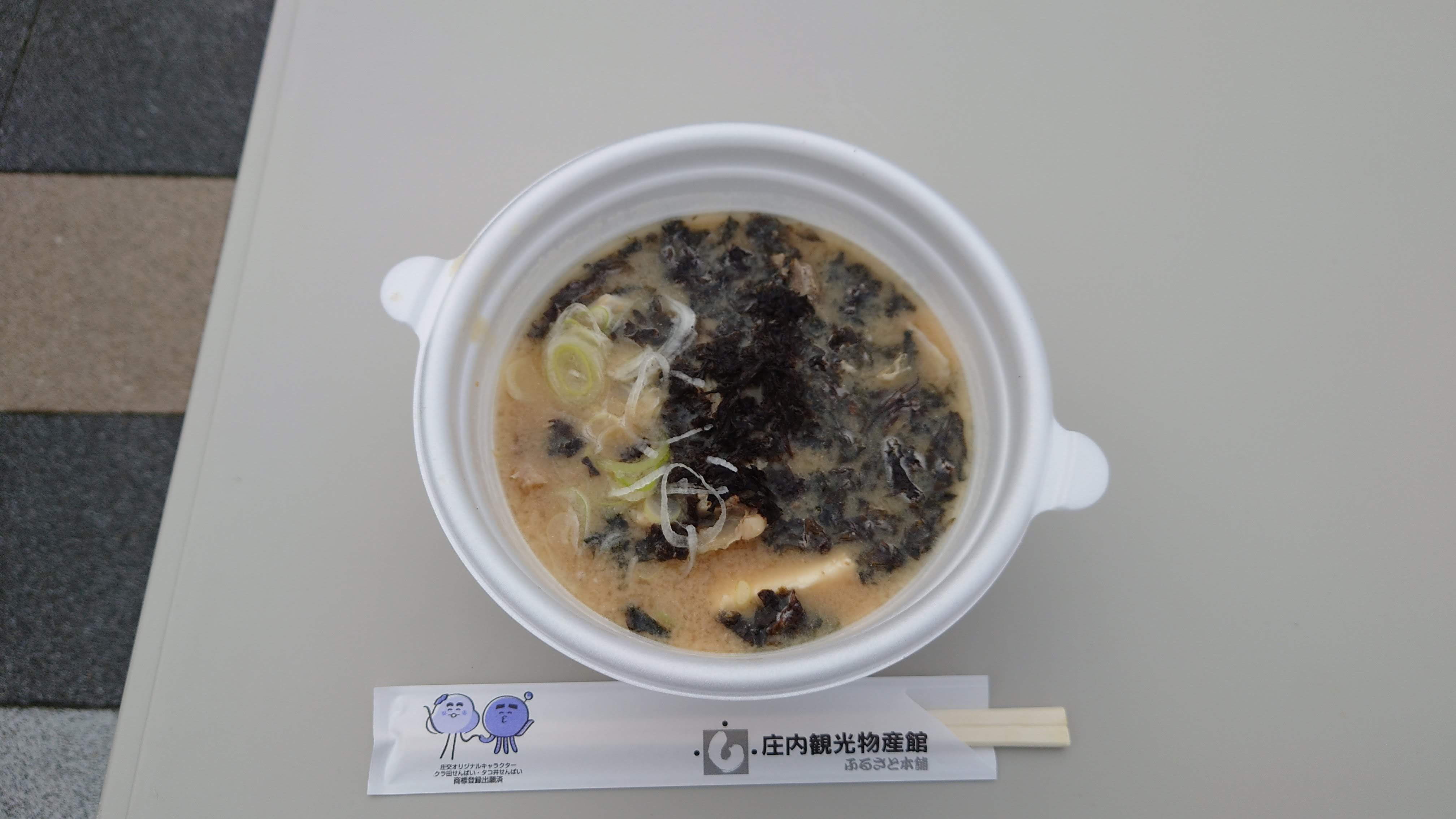
2022年（令和5年）1月22日(日) に　山形市のやまぎん県民ホールで行われたイベント「やまがた寒鱈まつりinやまぎん県民ホール」で販売された寒鱈汁

どんがら汁（どんがらじる）は、タラを使用した山形県庄内地方の郷土料理。
極寒の時期に捕れるタラは、この地域では｢寒ダラ｣と呼ばれる。この料理は漁師らが船上や浜辺で食べていたのが始まりとされている。庄内地方では各家庭で食べられているほか、各地で「寒ダラまつり」が開催されており、どんがら汁を味わうことができる。
なお、「どんがら」とは魚のアラのことを指す。

## 作り方
- 寒ダラの頭から内臓までを入れて沸騰させる。
- 味噌などで味を整えた後、ネギ、豆腐を加える。
- お好みで岩ノリを散らす[1]。

## 寒鱈まつり
庄内地方で例年冬に寒鱈まつりが開催される。寒鱈汁を振る舞い、開催場所によっては太鼓演奏などといった催しも行われる。また、内陸の村山地方などの観光施設などでも寒鱈まつりと題し開催される場合もある。

### 主な寒鱈まつり
日本海寒鱈まつり
鶴岡市の銀座通りで例年開催。別称鶴岡冬まつり。毎年約2万人の人が訪れている。複数のお店が寒鱈汁を販売し、食べ比べが可能。鶴岡の特産品や新潟県、秋田県、北茨城などの観光物産展も開かれ、太鼓の演奏や歌、音楽などのステージイベントも行われる。
酒田日本海寒鱈まつり
酒田市の中町を中心に例年開催。寒鱈汁の提供の他、太鼓演奏や消防出初式なども行われる。
ゆざ町鱈ふくまつり
遊佐町のマルチドームふれんどりぃで例年開催。